# 柳氏傳

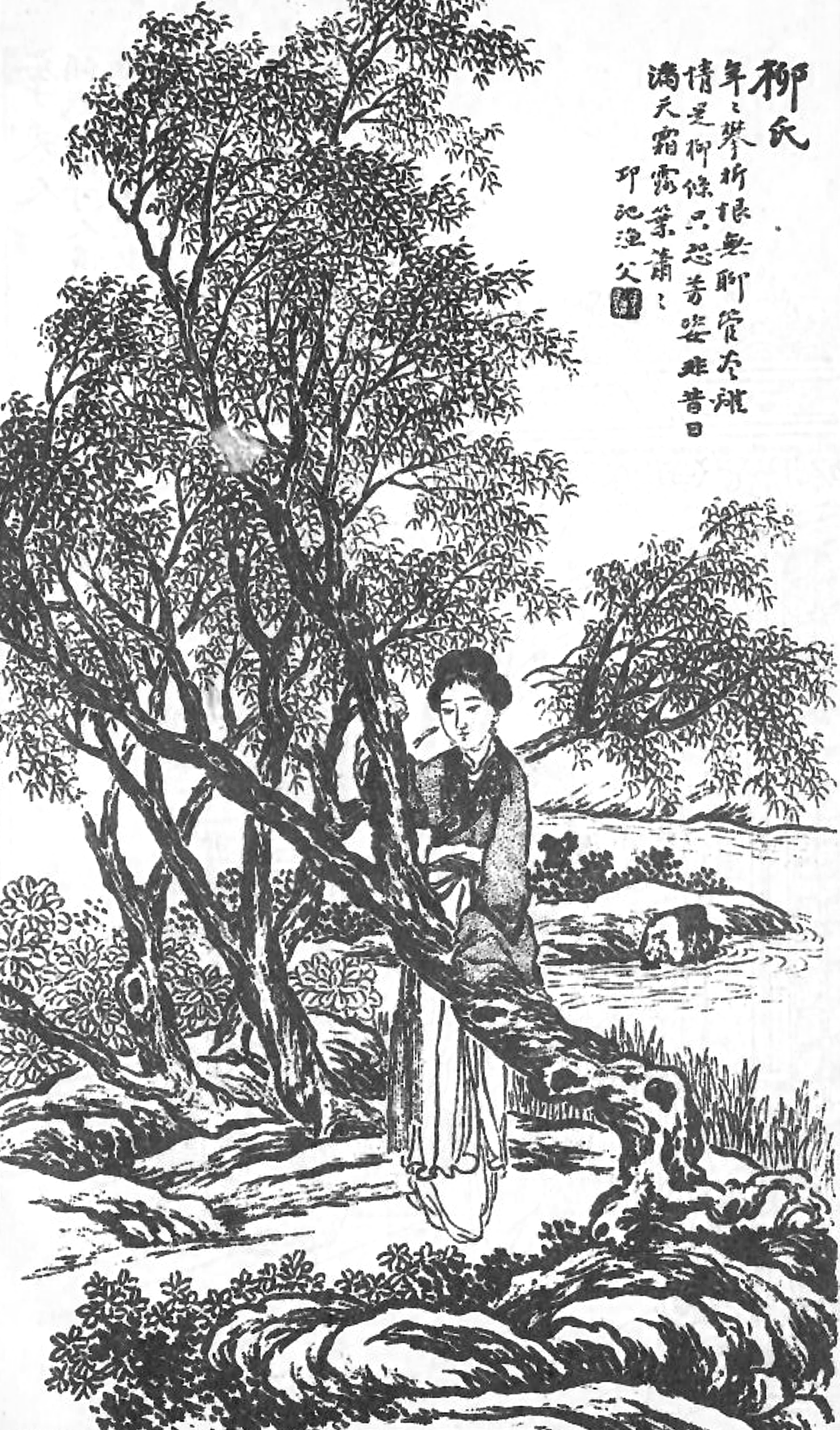
《美人百態畫譜》中的柳氏

《柳氏傳》，唐代傳奇，作者許堯佐。是寒士韓翃（一名韓翊）與李生歌妓柳氏的故事。

## 本事
李生與韓翃友善。李生有姬曰柳氏，豔絕一時。柳氏愛慕韓翊，李生便將柳氏嫁韓翊。後來爆發安史之亂，柳氏寄身佛寺，被蕃將沙吒利恃功強佔。郭子儀軍收兩京，韓翊回到長安尋柳不遇，鬱鬱寡歡。淄青節度使侯希逸的部將許俊以計奪還歸韓翃。皇帝下詔：“柳氏宜還韓翊，許俊賜錢三百万。”